# Клинова, Маша Владимировна
Маша Владимировна Клинова (Ярмолинская; род. 18 ноября 1968, Одесса) — израильская шахматистка, мастер спорта СССР (1987), гроссмейстер (1996) среди женщин и международный мастер (2002). Международный арбитр (2014).
Окончила филологический факультет Одесского университета. С 1991 живёт в Израиле.
В составе сборной Израиля участница десяти Олимпиад (1994—2002, 2006—2014) и восьми командных чемпионатов Европы (1992—1997, 2003—2007, 2011—2013, 2017). Чемпионка Израиля (1992).
Замужем за мастером Юрием Наумовичем Клиновым.

## Изменения рейтинга
| Графики недоступны из-за технических проблем. См. информацию на Фабрикаторе и на mediawiki.org. |